# Barbacena
Barbacena è un comune del Brasile nello Stato del Minas Gerais, parte della mesoregione di Campo das Vertentes e della microregione di Barbacena, con una forte presenza di discendenti di italiani di origine veneta e trentina. È una città di grande importanza nella formazione storica dello Stato e del Brasile nel periodo della colonizzazione portoghese (1500 - 1822)